# باغ جلال
باغ جلال یک روستا در ایران است که در بخش مرکزی شهرستان سیرجان واقع شده‌است.